# Horisme paucita
Horisme paucita là một loài bướm đêm trong họ Geometridae.